# Class 321
De Class 321 is een in Groot-Brittannië gebruikt elektrisch treinstel bestemd voor personenvervoer.

## Operatoren
De treinen zijn in dienst bij onder meer:
- Northern Rail
- First Capital Connect
- National Express East Anglia
- London Midland
- London Overground (Romford to Upminster Line)

## Galerij

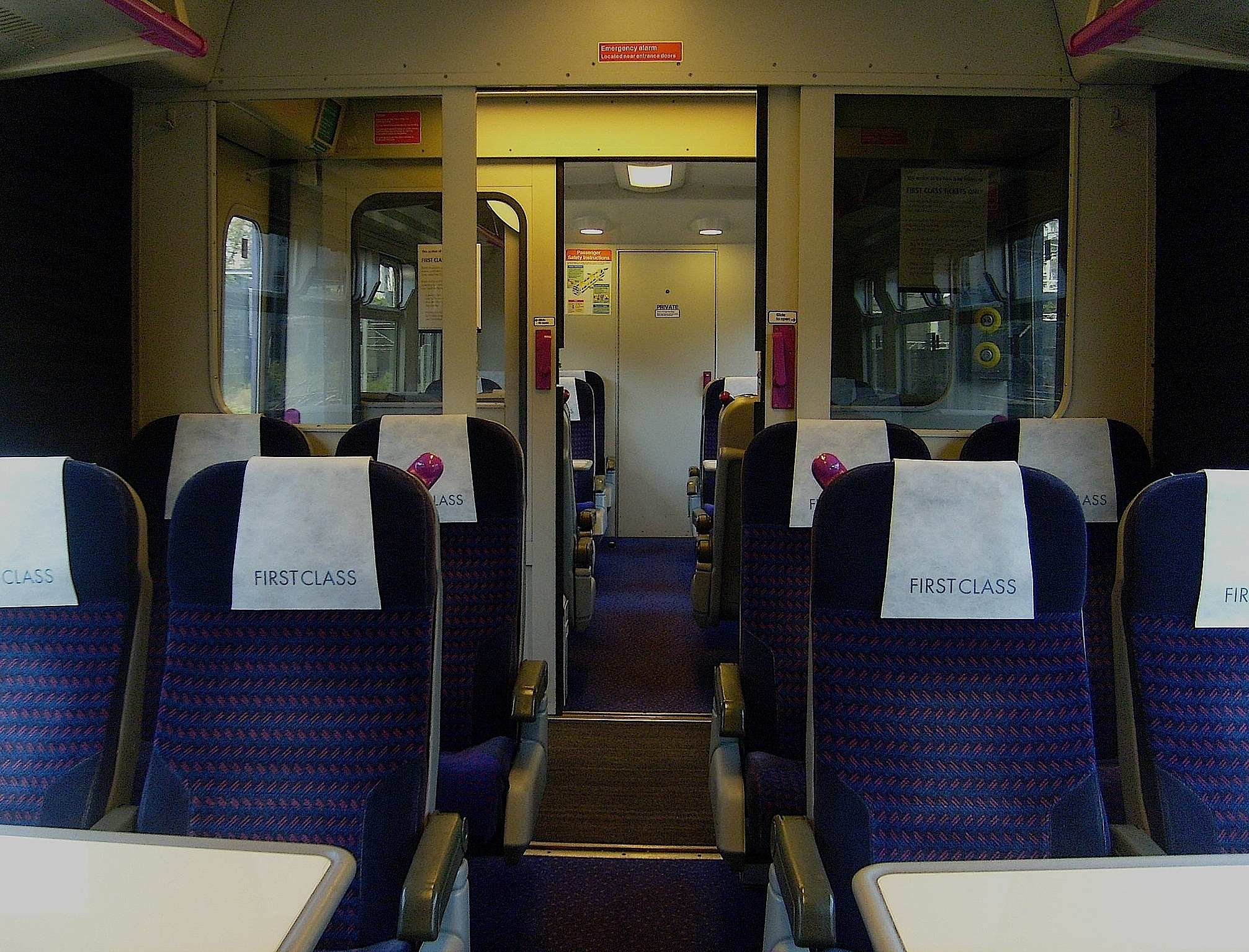
Het oude interieur van de eerste klas afdeling.
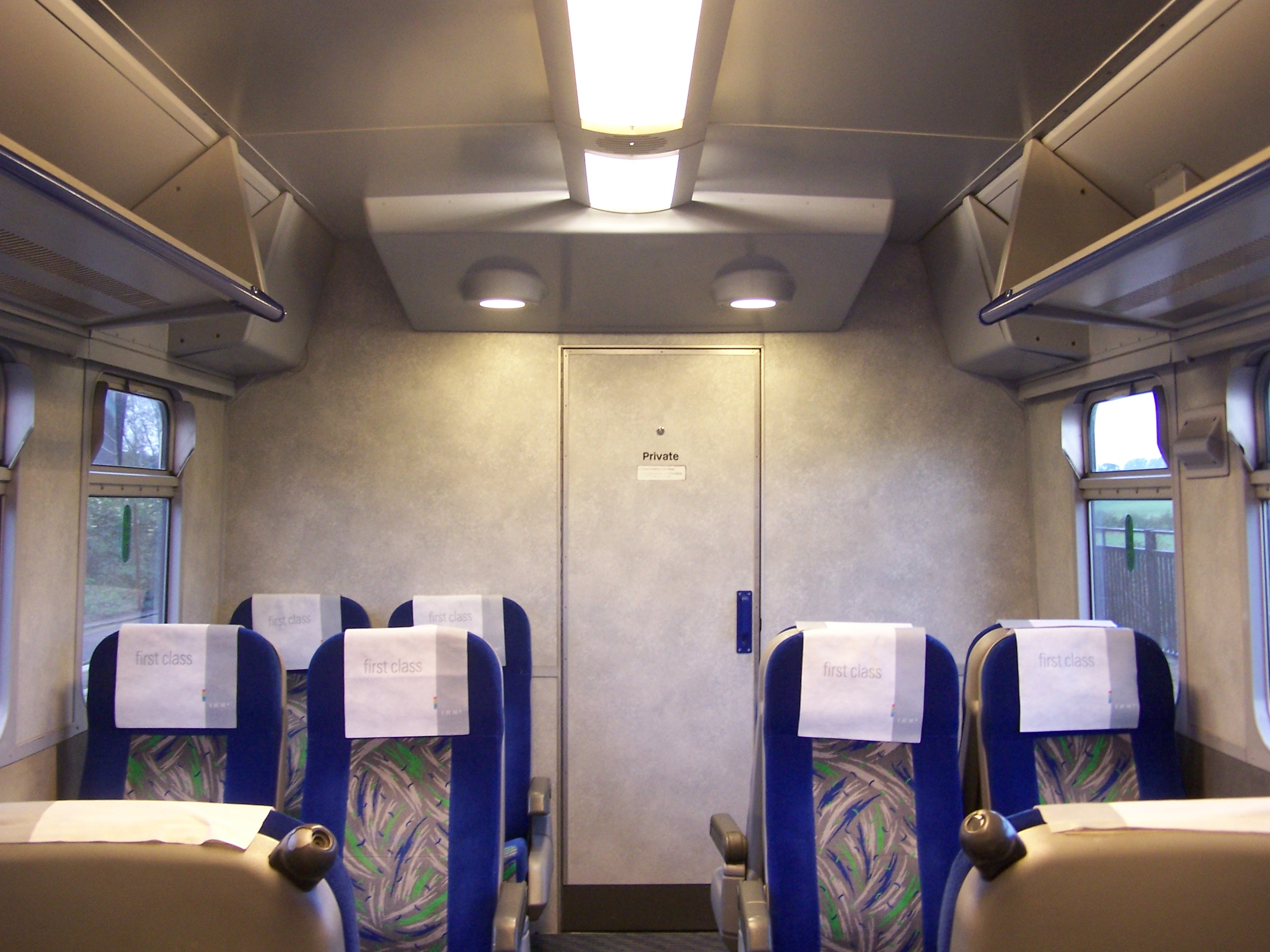
Het nieuwe interieur van de eerste klas afdeling.
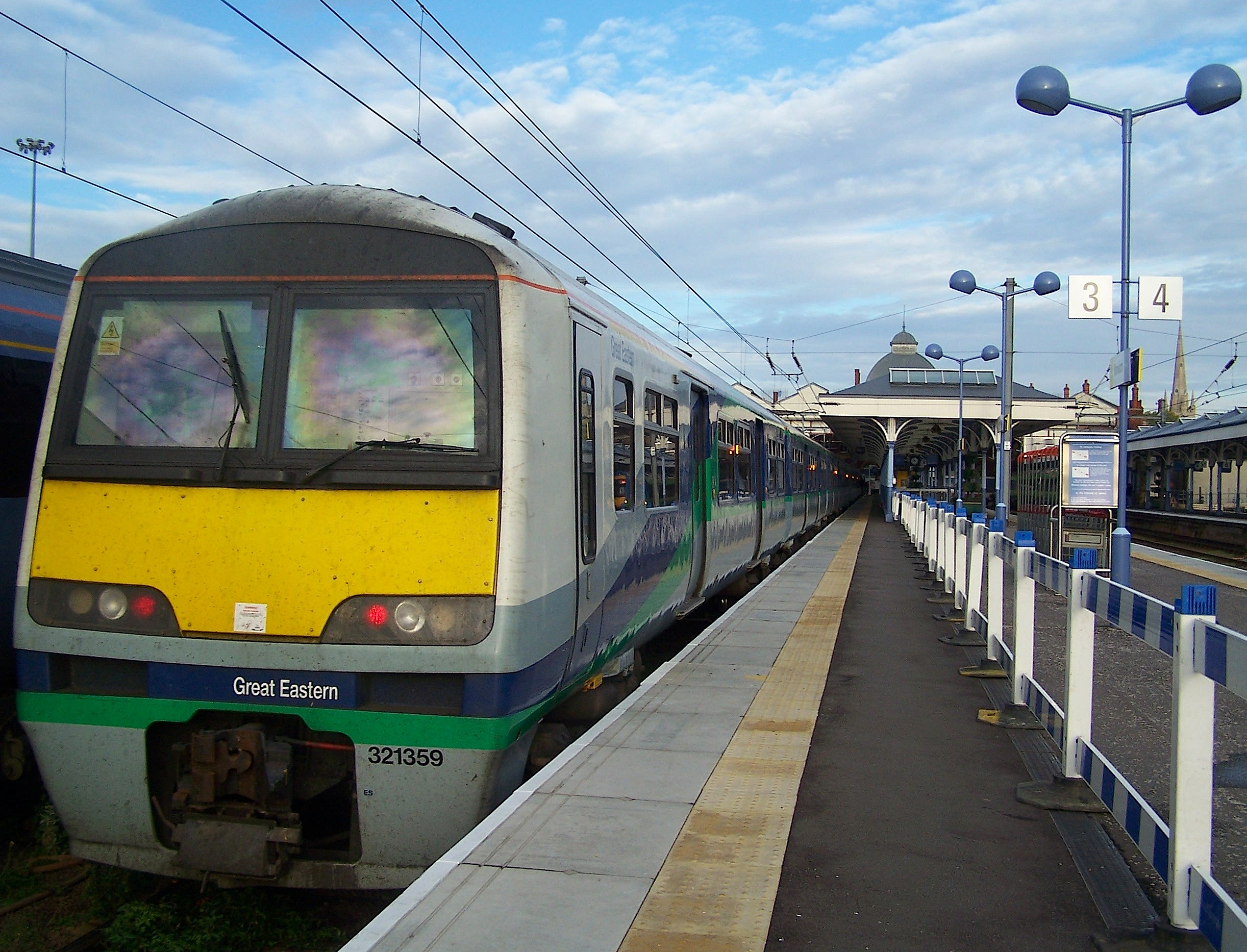
Een Class 321 van Great Eastern Railway.
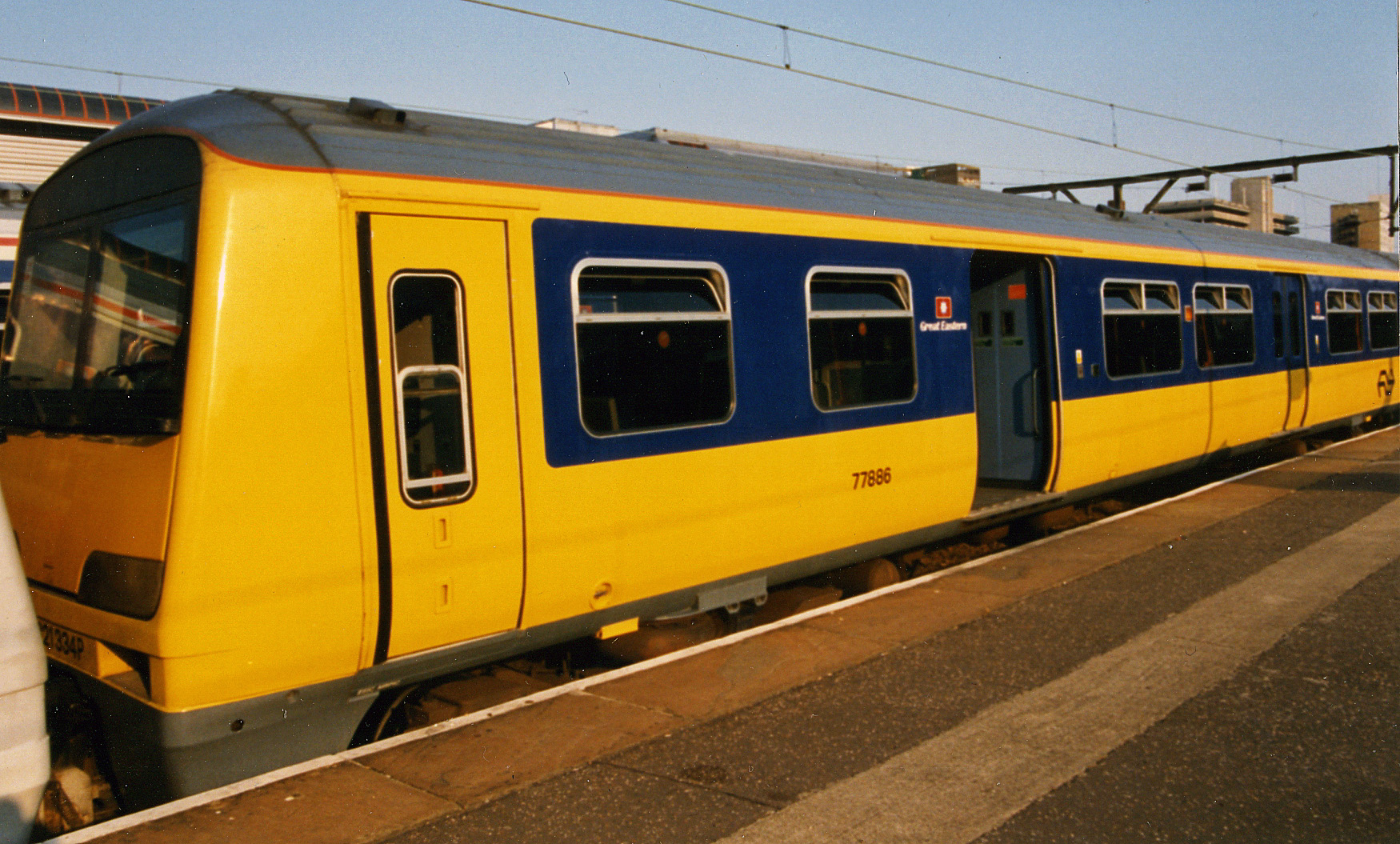
Class 321, genaamd Amsterdam, in NS-kleuren.